# Don’t Pass Me By
Don't Pass Me By – piosenka zespołu The Beatles pochodzącą z albumu The Beatles (tzw. Biały Album). Piosenka została zaśpiewana przez Ringo Starra i była jego pierwszą kompozycją.

## Pochodzenie
Najwcześniejsza wzmianka o piosence pojawiła się w Radiu BBC podczas rozmowy z zespołem w czasie audycji Top Gear w 1964. Podczas rozmowy Ringo Starr został zapytany, czy ma w planach napisać piosenkę. Odpowiedział, że napisał jedną, a Paul McCartney wtrącił się, śpiewając pierwsze słowa refrenu „Don't pass me by, don't make me cry, don't make me blue”. Piosenka jest oparta na 3-akordowej bluesowej strukturze.

## Nagranie
Piosenka została nagrana podczas trzech sesji: 5 i 6 czerwca oraz 5 i 12 lipca. George Martin chciał, aby piosenka miała orkiestrowy wstęp, ale pomysł został odrzucony. Podczas głównej ścieżki wokalnej nagranej 6 czerwca Starr głośno odliczył osiem uderzeń i słychać to w zwolnionym tempie piosenki od 02:30 na wersji CD wydanej w 1987. Monofoniczny miks jest szybszy niż miks stereo i zawiera inny układ skrzypiec pod koniec piosenki.

## Ciekawostki
Wers „I'm sorry that I doubted you, I was so unfair, You were in a car crash and you lost your hair” jest cytowany przez zwolenników teorii spiskowej i legendy miejskiej Paul nie żyje jako wskazówka do tragicznego losu Paula; linia „you lost your hair” uważana jest za odniesienie do piosenki When I'm Sixty-Four wydanej na albumie Sgt. Pepper’s Lonely Hearts Club Band (napisanej przez McCartneya). Jednakże „to lose one's hair” było dosyć powszechnie używanym angielskim idiomem i zwyczajnie oznacza „stać się niespokojnym lub zdenerwowanym”.

## Listy przebojów
| Kraj  | Lista (1969) | Pozycja |
| ----- | ------------ | ------- |
| Dania | Tracklisten  | 1       |

## Muzycy
- Ringo Starr – główny wokal, janczary, perkusja, honky tonk
- Paul McCartney – fortepian, gitara bassowa
- Jack Fallon – skrzypce

Personel według Iana MacDonalda wspieranego przez Mark Lewisohna